# ناصر بن فهد بن فيصل الفرحان آل سعود
```
ناصر بن فهد الفيصل الفرحان آل سعود
[
1
]
 رئيس مجلس إدارة مجموعة نافا.
```

التحق ناصر بوزارة الدفاع والطيران (وزارة الدفاع حاليًا) كمدير للأشغال العسكرية وخلال 15 سنة في هذا المنصب أشرف وأدار تنفيذ البنى الأساسية للقوات المسلحة وساهم في تطوير المملكة في مشاريع الإنشاء والبناء وحصل على بكالوريوس هندسة مدنية من جامعة كاليفورنيا الولايات المتحدة الآمريكية عام 1970 ودبلوم الهندسة العسكرية من كلية بلفور العسكرية عام 1972 ودبلوم إدارة المنشآت من كلية بلفور العسكرية 1973.
خلال 15 سنة كمدير عام للأشغال العسكرية إلى حين التقاعد في عام 1403 هـ قام بتخطيط وبناء مدينة الملك خالد العسكرية بالإضافة إلى العديد من المطارات والقواعد العسكرية الهامة بالمملكة العربية السعودية. وقد حاز سموه على وسام الحرم للمشاركة في تطهير الحرم عام 1400 هـ، كما حاز على وسام الملك عبد العزيز التقديري. أسس شركة أعمال نافا المحدودة وعمل بها كرئيس مجلس إدارة وتطورت الشركة بشكل ملموس وأصبحت تضم مجموعة شركات في مجالات متعددة بكل أنحاء العالم، كما يشغل سموه منصب رئيس أعضاء المجلس التنسيقي بمجلس الغرف التجارية.
توفي والده فهد في 25 شوال 1418 هـ الموافق 22 فبراير 1998.

## نسبه وصلة القرابة
هو ناصر بن فهد بن فيصل بن تركي بن سعود بن إبراهيم بن عبد الله بن فرحان بن سعود بن محمد بن مقرن بن مرخان ابن إبراهيم بن موسى بن ربيعة بن مانع بن ربيعة المريدي والمردة من حنيفة من بكر بن وائل بن قاسط الذي ينتهي في ربيعة بن نزار بن معد ابن عدنان.

### أبناء عمومته
- فرحان بن عبد الله الفيصل الفرحان آل سعود (متوفى). له من الأبناء فيصل (رئيس شركة السلام للطائرات ووزير للخارجية).[3]
- محمد بن عبد الله الفيصل الفرحان آل سعود.
- فيصل بن عبد الله الفيصل الفرحان آل سعود.
- فهد بن عبد الله الفيصل الفرحان آل سعود.
- عبد العزيز بن عبد الله الفيصل الفرحان آل سعود.
- عبد الرحمن بن عبد الله الفيصل الفرحان آل سعود.
- فواز بن عبد الله الفيصل الفرحان آل سعود.
- سعود بن عبد الله الفيصل الفرحان آل سعود.

## إخوته
- تركي بن فهد الفيصل الفرحان آل سعود (متوفى).
- سعود بن فهد الفيصل الفرحان آل سعود.
- متعب بن فهد الفيصل الفرحان آل سعود (حصل على درجة البكالوريوس من جامعة الملك عبد العزيز بجدة في عام 1999، في قسم إدارة الأعمال).
- عبد العزيز بن فهد الفيصل الفرحان آل سعود. له من الأبناء فيصل.
- عبد الله بن فهد الفيصل الفرحان آل سعود (متوفى، وكيل أمانة الرياض سابقًا، وعضو في مجلس الأسرة الحاكمة). له من الأبناء خالد، مشعل، وله ابنة متزوجة من متعب بن محمد بن سعد الشثري في رجب 1434 هـ.
- محمد بن فهد الفيصل الفرحان آل سعود (فريق متقاعد عمل كرئيس للمصانع الحربية).[4]
- عبد الرحمن بن فهد الفيصل الفرحان آل سعود.
- خالد بن فهد الفيصل الفرحان آل سعود.
- فواز بن فهد الفيصل الفرحان آل سعود.
- فيصل بن فهد الفيصل الفرحان آل سعود. له من الأبناء فهد، تركي، بدر، و سعود (متزوج من ابنة عبد العزيز بن عبد الله بن عبد العزيز بن تركي آل سعود).[5]
- مصعب بن فهد الفيصل الفرحان آل سعود.[6]
- ماجد بن فهد الفيصل الفرحان آل سعود.
- بندر بن فهد الفيصل الفرحان آل سعود (متوفى).
- سلطان بن فهد الفيصل الفرحان آل سعود.
- منصور بن فهد الفيصل الفرحان آل سعود.
- مشعل بن فهد الفيصل الفرحان آل سعود.
- نواف بن فهد الفيصل الفرحان آل سعود.
- حصة بنت فهد الفيصل الفرحان آل سعود (توفيت بتاريخ 21 رمضان 1432 هجرية).[7]
- شعاع بنت فهد الفيصل الفرحان آل سعود (متوفاة).
- هيا بنت فهد الفيصل الفرحان آل سعود. متزوجة من عبد العزيز بن محمد بن عياف آل مقرن.
- نوره بنت فهد الفيصل الفرحان آل سعود.
- مشاعل بنت فهد الفيصل الفرحان آل سعود. متزوجة من معتز بن سعود بن عبد العزيز آل سعود.
- عبير بنت فهد الفيصل الفرحان آل سعود. متزوجة من سلطان بن عبد العزيز آل سعود ولها من الأبناء فواز.
- هيفاء بنت فهد الفيصل الفرحان آل سعود.
- البندري بنت فهد الفيصل الفرحان آل سعود (متوفاة).
- خلود بنت فهد الفيصل الفرحان آل سعود.
- مها بنت فهد الفيصل الفرحان آل سعود.
- مضاوي بنت فهد الفيصل الفرحان آل سعود.
- الجوهرة بنت فهد الفيصل الفرحان آل سعود.
- جواهر بنت فهد الفيصل الفرحان آل سعود. متزوجة من محمد بن سعد بن عبد العزيز آل سعود.
- نوف بنت فهد الفيصل الفرحان آل سعود.
- موضي بنت فهد الفيصل الفرحان آل سعود. متزوجة من بندر بن فهد بن محمد بن عبد العزيز آل سعود.

## الأسرة والأبناء
- متزوج من منيرة بنت عبد الله الفيصل الفرحان آل سعود.

### الأبناء
- فواز بن ناصر بن فهد الفيصل الفرحان آل سعود (مواليد 1970، هو الابن الأكبر وهو طيار مدني، ويعمل نائب الرئيس التنفيذي لمجموعة أعمال نافا ورئيس مجلس الإدارة بشركة ساك ماك). له ابنة متزوجة من محمد بن نايف بن عبد الله بن عبد الرحمن آل سعود.[8]
- وليد بن ناصر بن فهد الفيصل الفرحان آل سعود (حاصل على درجة الماجستير بمرتبة الشرف في الاقتصاد وإدارة الأعمال، والمدير العام لشركة الفيصل للحراسات الأمنية التابعة للشركة).
- فيصل بن ناصر بن فهد الفيصل الفرحان آل سعود (يعمل نائب الرئيس لمجموعة أعمال نافا).
- الجوهرة بنت ناصر بن فهد الفيصل الفرحان آل سعود.
- ريما بنت ناصر بن فهد الفيصل الفرحان آل سعود.
- دانة بنت ناصر بن فهد الفيصل الفرحان آل سعود.
- العنود بنت ناصر بن فهد الفيصل الفرحان آل سعود.
- الهنوف بنت ناصر بن فهد الفيصل الفرحان آل سعود.
- نورة بنت ناصر بن فهد الفيصل الفرحان آل سعود.